# Сельское поселение «Село Букань»
Сельское поселение «Село Букань» — муниципальное образование в Людиновском районе
Калужской области.
Административный центр — село Букань.

## Населённые пункты
Границы и состав сельского поселения определены законом Калужской области от 04 октября 2004 года № 354-ОЗ «Об установлении границ муниципальных образований, расположенных на территории административно-территориальных единиц "Барятинский район", "Куйбышевский район", "Людиновский район", "Мещовский район", "Спас-Деменский район", "Ульяновский район", и наделении их статусом городского поселения, сельского поселения, муниципального района».
В состав сельского поселения входят 8 населённых пунктов:
| № | Населённый пункт | Тип населённого пункта       | Население |
| - | ---------------- | ---------------------------- | --------- |
| 1 | Андреево-Палики  | деревня                      | ↘8        |
| 2 | Букань           | село, административный центр | ↘360      |
| 3 | Гусевка          | деревня                      | ↗4        |
| 4 | Дмитровка        | деревня                      | ↗16       |
| 5 | Загоричи         | деревня                      | →0        |
| 6 | Запрудное        | деревня                      | ↗18       |
| 7 | Котовичи         | деревня                      | →0        |
| 8 | Рога             | деревня                      | ↘5        |